# ثقافة كوريا
الثقافة الكورية هي مجموعة أشكال الإنتاج الفكري والفني التي طُوِّرَت في كوريا ومنشوريا.
باعتبارها واحدة من أقدم الثقافات المستمرة في العالم، فقد نقل الكوريون رواياتهم التقليدية بطرق متنوعة. منذ منتصف القرن العشرين، تم تقسيم كوريا إلى شمالية والجنوبية، مما أدى إلى عدد من الاختلافات الثقافية اليوم. قبل مملكة جوسون، كانت ممارسة الشامانية الكورية متجذرة بعمق في الثقافة الكورية.

## الأعياد القومية الكورية
يوجد في كوريا العديد من الأعياد ذات الطابع الديني منذ القدم؛ حتى قبل فترة حكم الممالك الثلاثة (삼국시대) أي منذ تأسيس مملكة كوجوسون (고조선) وهي أول مملكة كورية تأسست سنة 2333 قبل الميلاد. كان الاحتفال الرسمي بأعياد عيد الشكر والحصاد بداية في الممالك الصغيرة المتحدة عى أساس كونفيدرالي. ومنها عيد «يونج كو» أو استحضار الأرواح بقرع الطبول، «تونج ماينج» عيد مؤسس كوجوريو، «عيد مؤسس تونج وي» أو رقصة الجنة. وغالباً تكون الأعياد في شهر العاشر من أشهر السنة القمرية بعد انتهاء أعياد الحصاد. وقد ظل احتفال الحصاد وأعياد الشكر كما هي بدون تغيير خلال فترة الحكم الممالك الثلاثة (كوغوريو고구려- بايك جي백제 - شيلا신라). وقد زادت عليها الاحتفالات الخاصة بكل مملكة. ولكن نظراً لطبيعة الحياة المزدحمة بالأحداث حالياً ونمط الحياة السريع، فقدت كوريا العديد من احتفالاتها التقليدية.

### عيدسولنال
وإن كان هناك بعض الأعياد التي لا يزال يحتفل بها مثل، اليوم الأول من السنة القمرية والذي يدعى (سول نال설날) والذي يكون في الفترة ما بين أواخر شهري يناير وأوائل فبراير، وهو أكبر عيد في كوريا. وفيه يجتمع أفراد الأسرة، ويرتدي الزي التقليدي ال (هانبوك한복) أو أبهى ثيابهم. ويقوموا بمراسم إحياء ذكرى اجدادهم الراحليين وهذه المراسم تسمى (تشاريه차례). ويقدمون لأجدادهم الطعام والشراب والخمر وهذا يسمى (إمبوك음복). وبعد هذه المراسم يقوم أعضاء الأسرة الأصغر سناً بالانحناء إلى من يكبرهم سناً وهذا يسمى (سي بيه세배)، ويتبادلون التهاني ثم يعطي كبار السن الصغار المال أو الهدايا الذي يسمى «دوك دام독담» ويلعب أفراد الأسرة اللعبة التقليدية التي تسمى (يوت نوري윷놀이). ويأكلون ال (دوك جوك떡국) وهو مرق كعك الأرز، لأنهم يعتقدون إنه يجلب الحظ الجيد.

### عيد ديبوروم
عيد «ديبوروم대보름» هو العيد الذي يوافق اكتمال أول قمر من السنة بعد عيد «سول نال»، وكلمة «ديبوروم» تعني البدر أو استقبال البدر، وخلال هذا العيد يصلي الفلاحون والصيادون من أجل محصول وفير وطالع سعيد للأسرة وطرد الأرواح الشريرة وذلك من خلال إعداد أطباق خاصة من قبل الخضر الموسمي، ويكسر الكوريون الأنواع المختلفة من المكسرات باسنانهم لأنهم يعتقدون أن هذا سيجعل أسنانهم قوية لمدة سنة قادمة، وعلاوة على ذلك يصعد الكوريون الجبال لرؤية البدر على الرغم من برودة الجو والظلام القاتم؛ لاعتقادهم أن أول من يرى البدر سينعم بحظ سعيد طوال العام أو سيتحقق أمنية من الأماني التي تمناها عندما رأى البدر المكتمل. وقديماً كان الكوريون يلعبون اللعبة التقليدية التي تسمى «جوي بول نوري». وأيضا كان من معتقدات الكوريين أن الكلاب التي تأكل في ذلك اليوم سيمرضون ويموتون ولذلك لم يطعموهم في ذلك اليوم.

### عيد دانو أو عيد سو ريت نال
وهناك أيضا عيد «دانو단오» أو «سو ريت نال수릿날» وهو اليوم الخامس من الشهر الخامس في السنة القمرية، وتعني كلمة «سو ريت» «يوم الآلة». وهو عطلة للفلاحيين من أجل الاستمتاع مع ذويهم بشتى أشكال المرح والتسلية، بينما تقوم السيدات بغسل شعرهن بماء ناتج عن غلى زهور السوسن «تشانج بو창포» لطرد الأرواح الشريرة، ويرتدي الكوريون سواء رجال أو نساء ملابس حمراء وزرقاء ويضعون في شعرهم دبابيس حمراء، ويأكلون أنواع من كعك الأرز المضاف إليه الأعشاب مثل كعك «سوري تشي دوك수리취떡»، ويلعبون الألعاب التقليدية؛ فالنساء يلعبون بالمراجيح والرجال يلعبون لعبة أو «شي رم씨름» وهي نوع من أنواع المصارعة الكورية. وقديما كانوا يقومون برقصة «التال تشوم탈춤» وفيها يسخرون وينقضون ما كان يحدث في الطبقة الارستقراطية في ذلك الوقت. وكان عيد دانوو واحدا من الأعياد الكبرى قديما حيث يرجع أصله إلى حكم الممالك الثلاثة (삼국시대)، ولكن يحتفل به الآن عدد قليل من الأقاليم.

### عيد تشوسوك
وهناك أيضا عيد «تشوسوك추석» وهو اليوم الخامس عشر من الشهر الثامن من السنة القمرية، وهو في منتصف موسم الخريف بعد وقت الحصاد، فيحتفلون بالحصاد المثمر ويشكرون الآلهة. ولذلك يسمى أيضا «هان جا وي 한가위» أي «وقت الخريف».وهو عيد الشكر لدى الكوريين فيجتمع فيه شمل الأسرة ويحيون ذكرى الراحلين ويزورون المقابر، ويأكلون كعك الأرز المخصص لعيد «تشوسوك» ويسمى «سونج بيون» من بذور السمسم والفول والكستناء، ويشربون النبيذ المصنوع من الأرز الذي يسمى «ماكولي». وفي هذا اليوم يرقص النساء والأطفال رقصة «كانج كانج سولليه» وفيها يتكاتفون في دائرة ويغنون. ويرجع أصل هذه الرقصة إلى «حقبة تشوسن조선시대»؛ لجعل الأعداء يظنون أن عدد الجيش الكوري أكبر من عدده الحقيقي. وقد انتصر الجيش الكوري بهذه الحيلة على اعدائه في كثير من المعارك.
وفي هذا العيد تكتظ الطرق السريعة بالسيارات وتغلق المتاجر أبوابها لثلاثة أيام. وفي فترة عيد «تشوسوك» تنفذ كل الأماكن على الطائرات والقطارات. وعيد «تشوسوك» من أقدم الأعياد التي لا تزال كوريا الحديثة تحتفل بها إلى الآن

### يوم عيد ميلاد بوذا
وأيضا من أعياد القومية «يوم عيد ميلاد بوذا» وهو عيد ميلاد الأميرغاوتاما بوذا ويحتفل به الكوريون في الثامن من الشهر الرابع من أشهر السنة القمرية. ويسمى أيضا «بو تشو نيم أوشين نال부처님오신날» أو «سوك كا تان شين إيل 석가탄신일» أي اليوم الذي جاء فيه بوذا.
وفي احتفالات ميلاد بوذا يقوم اتباع بوذا بإقامة طقوس خاصة في المعابد ويقومون بإعداد مواكب كبيرة وتزين الشوارع بالفوانيس الملونة. وفي هذا اليوم تقدم المعابد الوجبات المجانية وشاى لكل الزوار، وعادة يقدم ارز ال«بي بم باب비빔밥» وهو ارز بالخلطة في وجبة الإفطار والغداء.

### عيد الميلاد أو الكريسماس
في عيد ميلاد المسيح تحتفل به كل طوائف الكوريين بغض النظر عن ديانتهم. ففي كوريا الجنوبية يحمل هذا اليوم معاني مختلفة؛ فللبعض يكون هذا اليوم بمثابة العطلة الاسبوعية للاستراحة، وللبعض الآخر هو يوم لجمع شمل الاسرة ومقابلة الأصدقاء وقضاء وقت ممتع معهم. وكثير من الكوريين يعتبرونه يوم تقديم المساعدات للغير فيقوموا باعمال خيرية تطوعية.كما يتبادلون في هذا اليوم التهاني والهدايا، ويقومون بتزيين شجرة الكريسماس وبالاحتفالات للاطفال وفي هذه يقوم بابا نويل بتوزيع الهدايا والشكو لاتة للاطفال جميعا. وفي ليلة عيد الميلاد تذهب الأسر إلى المطاعم ليتناولوا العشاء الخاص بعيد الميلاد.

### جدول للعطلات الوطنية الكورية
ونلاحظ أن معظم الأعياد القومية التقليدية تكون بالتقويم القمري وليس بالتقويم الشمسي؛ فنجد أن الأعياد الرئيسية وهي «سولال» و«دانو» و«تشوسوك» و«عيد ميلاد بوذا» كلها بالتقويم القمري. ولكن نجد أن كل الأعياد الغير التقليدية التي لا يرجع أصلها لكوريا القديمة تكون بالتقويم الميلادي مثل «رأس السنة الجديدة» و«عيد ميلاد المسيح» و«يوم حركة استقلال مايو» ويوم الطفل.
| اليوم                       | اسم العطلة                                    | السبب |
| --------------------------- | --------------------------------------------- | --- |
| 1 يناير                     | رأس السنة الجديدة                             | يعتبر اليوم الأول للسنة الجديدة عطلة رسمية. |
| رأس السنة بالتقويم القمري   | سولال                                         | اليوم الأول في السنة الجديدة بالتقويم القمري: ما قبل وبعد هذا اليوم وهو عطلة رسمية (3 أيام). |
| 1 مارس                      | يوم حركة الاستقلال                            | يحتفل الكوريون فيه بحركة الاستقلال ضد حكم المستعمر الياباني حيث عمت هذه الحركة كل انحاء كوريا في اليوم الأول من مارس عام 1999م. |
| 8 ابريل، حسب التقويم القمري | عيد ميلاد بوذا                                | تقام طقوس دينية في معابد بوذا.مسيرات كبري بفوانيس كبيرة بشكل زهرة اللوتس تملأ منطقة جونج نو وسط العاصمة سيول والمصابيح في يوم الأحد. |
| 5 مايو                      | يوم الأطفال                                   | وهو الذي تقام فيه مختلف الاحتفلات بالاطفال. |
| 6 يونيو                     | يوم ذكرى الشهداء                              | تعبر فيه الحكومة الكورية عن تقديرها لضحايا الحرب. وتقام المراسم التذكارية في المقبرة الوطنية. |
| 15 اغسطس                    | يوم التحرير                                   | في هذا اليوم من عام 1945م، استطاعت كوريا التحرر من حكم الأستعمار الياباني الذي استمرلمدة خمس وثلاثين سنة. كما يمثل هذا اليوم يوم تأسيس حكومة جمهورية كوريا في عام 1948م. |
| مثال                        | 《تشوسوك》: عيد الشكر الكوري (التقويم القمري) | هو اليوم الخامس عشرمن الشهر الثامن طبقا للتقويم القمري. ويعتبر هذا العيد أهم عيد قومي في كوريا. تقيم الأسر الكورية مراسم احتفلات تقليدية لأجدادها القدماء في البيوت أو عند المقابر. ويعد التطلع لرؤية القمر وهو مكتمل والتعبير عن تحقيق الأماني من أهم سمات ليلة هذا العيد. |
| 3 أكتوبر                    | يوم التأسيس الوطني                            | وهو يوم ذكرى تأسيس أول دولة في شبه الجزيرة الكورية من قبل مؤسسها 《دان كون》في عام 2333 قبل الميلاد. |
| 25 ديسمبر                   | يوم عيد الميلاد أو كريسماس                    | يحتفل المسيحيون وغير المسيحيين بهذا اليوم كما في الدول الغربية. |

## الاحتفالات والمناسبات العائلية

### بيكئيل
هناك العديد من المناسبات العائلية الهامة بالنسبة للكوريين والتي تقام فيها الاحتفالات فيجتمع فيها أفراد الأسرة والاقارب والجيران. ومن هذه المناسبات العائلية مناسبة «بيكئيل백일» ف«بيك백» تعني 100 و «أيل일» تعني يوم أي مائة يوم، فهو اليوم المئوي لميلاد الطفل، وهو يوم يحتفل به الأسرة والأقارب والأصدقاء بمرور مائة يوم لميلاد الطفل.
واختيارهم لرقم «مائة» هو لثلاث أسباب؛ الأول هو أن من المعتقدات قديما إذا مر على الطفل مائة يوم ولم يمرض هذا دليل على إنه سوف يحيا بصحة جيدة وذلك نظرا لارتفاع نسبة الوفيات بين الأطفال في تلك المدة بسبب عدم تطور الطب، والثاني هو أن الكوريين يحبون رقم مائة لاعتباره رقم صحيح بدون كسور، والثالث هو أن من معتقداهم إن عمر الطفل يبدأ منذ اليوم الأول في رحم الأم، فبإضافة مائة يوم بعد ولادته فيكمل عامه الأول من عمره.أي:
9 أشهر ×30 يوم = 270 يوم + 100 يوم = 370 يوم =12 شهر و 5 أيام ≈ 1 عام

### دول جان تشي
وهناك مناسبة «دول돌» أو «دول جان تشي돌잔치» وهو العيد الأول لميلاد الطفل، وفيه يرتدي الطفل الهانبوك وقبعة تقليدية تسمى «جول- ليه굴레» أو «جوبا-وى조바위» للبنت و«بوك جون» أو «هوك جون호건» للولد. وفي هذه المناسبة يوضع الطفل على منضدة التي تسمى «دول سانج» وأمامه قلم وخيط ومال، ويترك لليختار من بينهم؛ ويعتقد الكوريون أن الطفل إذا اختار المال سيكون غني وإذا اختار القلم سيكون عالم وإذا اختار الخيط سينعم بصحة جيدة وطول العمر. وتقدم الأسرة الأكل إلي «سام شين삼신» - وهن ثلاث آلهة يرعون الطفل الصغير وهو يكبر وخاصة الأرز الأبيض، وشوربة الأعشاب البحرية، وكعك الأرز. وبعد ذلك يأكلون الأكل احتفالا بأتمام الطفل عاما.

### أعياد ميلاد كبار السن
وهناك أيضا عيد «هوان كاب» وهو العيد الستيني للشخص وهو بمثابة إتمام الشخص لدائرة الفلك الشرقي المكون من ستين رمزا للأعوام أو الأيام. وأيضا يوجد عيد «جين كاب진갑» وهو عيد الواحد والستين للشخص، وعيد «كو هوي» أو «تشيل سون칠순갑»، وهو عيد السبعين للشخص، واخيرا عيد «بال سون팔순» وهو عيد الثمانين للشخص. كانت هذه الأعياد هامة جدا في الماضي حيث أن متوسط الأعمار كان منخفض نسبيا ومعدل الوفيات كان مرتفعا أي هو احتفالا بطول العمر. الاحتفال بالعيد الستين «هوان كاب환갑».كان يتجمع في هذه المناسبات كل الأقارب في الماضي، ولكن حاليا يحضر هذه الأعياد الأقرباء والأصدقاء المقربين فقط.
وفيما يتعلق بالعيد الستيني، كان الكوريون يحتفلون به بالمنزل ولكن الآن أصبح أشكال الاحتفال به مختلفة فغالبا يحتفلون به من خلال السفر في جولة خارج كوريا بدلا من الاحتفال به في المنزل.
علاوة على ذلك يقوم الكوريون بالاحتفالات ويهنئون بعضهم بعض ويتبادلون الزيارات المنزلية للتهنئة بالزواج أو الانتقال إلى منزل جديد، أو بانشاء مشروع جديد، أو اجتياز اختبار الاعداد للجامعة.
وكل هذه الأعياد والاحتفالات سواء كانت أعياد قومية أو احتفالات ومناسبات عائلية تدل على حب الكوريين للاحتفالات وعلى مشاركة الكوريين بعضهم بعض في الافراح وهذا يدل على الترابط الاسرى والاجتماعي على الرغم من إيقاع الحياة السريع ومشاغلها.

## الطعام

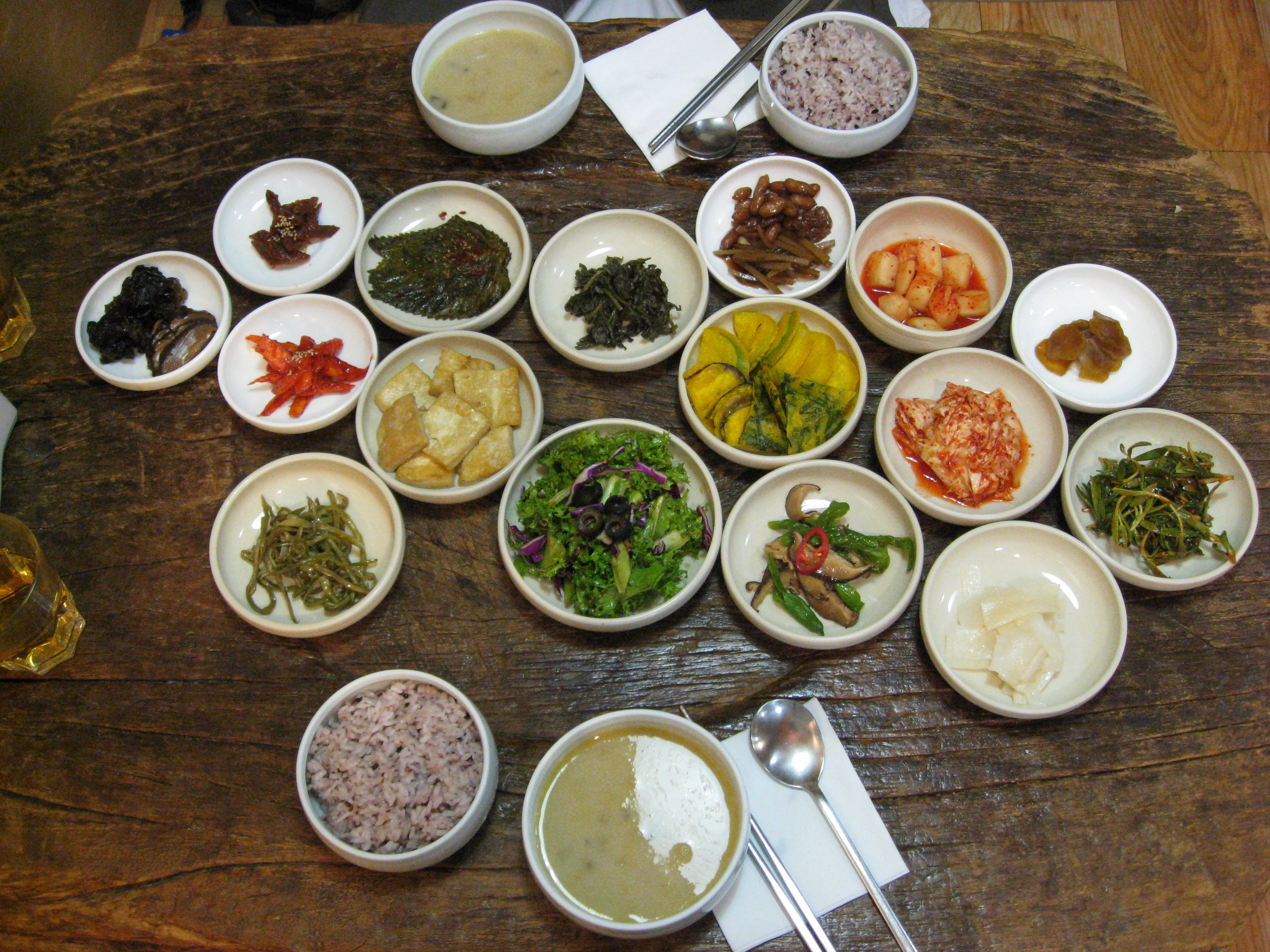
سوسيم (Sosim)، مطعم نباتي يقع في أنغوك-دونغ، حي جونغنو-غو، سيول، كوريا الجنوبية.

يحظي الطعام الصحي باهتمام الجميع في كل انحاء العالم، ونعني بالطعام الصحي هنا هو الذي يتكون من 80% من الخضار وما لا يزيد عن 20% من اللحوم، ويعتبر طعام منطقة حوض البحر الأبيض المتوسط هو أشهر الاطعمة الصحية المعروفة حول العالم، ولكن ما لا يعرفه الكثيرون هو أن المائدة الكورية تشبه إلى حد كبير جدا مائدة حوض البحر الأبيض المتوسط.
فمعظم الاطباق الكورية تتكون من الخضار المطهو بزيت البريلا، وهو زيت يشبه في تكوينه الصحي زيت الزيتون، اما طبق «كيمتشي김치» وطبق «دوين جانغ된장» -وهو نوع من المعجون المصنوع من الصويا- فليسا ذا مذاق فريد فحسب بل ويحتويان على العناصر الغذائية الصحية وقد ثبت أيضا قدرة هذه العناصر على الوقاية من الأمراض لدى البالغين ومكافحة السرطان.
يحيط كوريا من الجوانب الثلاثة البحار، و70% من أراضيها جبلية. والمناطق الواقعة داخل الأرض الكورية مليئة بسلاسل الجبال الشاهقة والأنهار، ويتنوع المناخ داخل هذه المناطق، وهو ما يجعل الإنتاج الطبيعي أكثر تنوعا بطبيعة الحال أيضا. وهذه التنوعات المناخية والجغرافية في مناطق كوريا هي السبب وراء تشكيل ثقافة الغذاء المحلية في كوريا وفقا للمناطق المختلفة.
طبق «الكيمتشي» ويعتبر الكيمتشي أشهر طبق وأهم صنف مخمر ومتبل تقدمه المائدة الكورية، ويعود طعم الكيمتشي الفريد إلى الانسجام التام بين طعم الملفوف والفجل والتوابل الغنية الزاهية الألوان التي تكسوه. «سال باب쌀밥» وهو الأرز المطهي على البخار. الأرز أكثر المأكولات التقليدية التي يستهلكها الكوريون، ومذاق الأرز الأبيض الطازج يكون رائعا بمفرده، ولكن عندما يتم تقديمه مع أصناف جانبية يصبح مذاقه ورائحته أجمل بكثير ويعطي مذاقا مميزا للأطباق الأخرى أيضا. «بي بيم باب비빔밥» وهو طبق شعبي يجمع بين الطعم الحارق لمعجون الفلفل الأحمر مع الارز المبخر بالخضار بحيث يتمتع آكله بتناغم شهي لهذه الأصناف، فمزيج الارز مع الخضار الجذرية كالفجل والجزر والعديد من الأنواع الاخري يضفي على هذا الطبق نكهة فريدة والوانا مبهجة.
«الجوك국» وهو نوع من أنواع البوريدج، هو أقدم طعام كوريا، فالحبوب يتم غليها في الماء لفترة طويلة، وتوجد أنواع كثيرة من البوريدج، وهذا يعتمد على العناصر المكونة له، والبوريدج ناعم وأملس ولطيف على المعدة، وعالي القيمة الغذائية، ولهذا فإنه مثالي للمرضى، وبالنسبة للأشخاص المشغولين طوال اليوم، فإن الجوك يمثل بديلا رائعا عن الإفطار.
«بان تشان반찬» وهي تشكيلة متنوعة من الأطباق الجانبية يتم تقديمها خلال الوجبات الكورية، فيتم تقديم الأرز والشوربة في أوان منفردة، ولكن الأطباق الجانبية يتم تقديمها في أطباق صغيرة في وسط المائدة ليتشارك فيها الجالسون. ونظرا لأن كل منطقة كورية تنتج أصنافا مختلفة من الخضروات البرية والعناصر المختلفة، فإنه توجد المئات من أصناف الأطباق الجانبية. أنواع مختلفة من ال«بان تشان».
«توك떡» وهو كعك الأرز. بشكل عام، يتم استهلاك الأرز كطبق رئيسي، ولكن في مناسبة ما، يحول الأرز إلى كعك الأرز، وفي المناسبات الاحتفالية والإجازات الوطنية والأعياد، يتم تقديم كعك الأز بأصناف مختلفة على مائدة الاحتفال، وهو يصنع عادة من دقيق الأرز الأبيض، ومن عناصر مثل الفول الأحمر والفول والكستناء والبندق، وهو ما يضيف إليه أكثر من مذاق.
«سام جاي تانج삼계탕» وهو عبارة عن دجاج يتم غليه لمده طويلة مع الأرز والثوم والنبق والجينسينج. وهو يعتبر من الأكلات المفضلة لدي الكوريون في الصيف. ويتخلص الكوريون من حر الصيف عن طريق الطعام الدافئ، كما يعتقدون انهم إذا تناولوا الطعام الدافئ في الصيف شديد الحرارة يستطيعون بذلك المحافظة علي صحتهم. لذلك يكثر عدد الكوريين الذين يذهبون للمطاعم التي تقدم ال«سام جاي تانج삼계탕» خاصة في الأيام الأشد حرارة.
«مي يوك كوك미역국» وتعتبر هذة الأكلة مميزة جدا بالنسبة الي الكوريين. منذ زمن طويل كانت تأكل السيدة الكورية ال«مي يوك كوك미역국» بعد الولادة بسبب وجود الكثير من القيم الغذائية في هذا الطعام. وحتي الآن أيضا تأكل السيدات الكوريات هذا الطعام. ولأن ال«مي يوك كوك미역국» هو أول طعام تأكله السيدات بعد الانجاب أصبح يتناوله الكوريون في يوم ميلادهم بشكل أساسى. ولكن إذا صادف وجود حدث مهم مثل: امتحان أو مقابلة عمل في نفس يوم عيد الميلاد، لا يأكل الكوريون ال«مي يوك كوك미역국». والسبب هو انها أكلة زلقة لذلك يعتقدون انهم سوف يرسبون في الامتحان.
ويحب الكوريون الخمر والنبيذ بانواعه المختلفة منذ القدم. ويصنع لكحول الكوري التقليدي من الحبوب المتنوعة المخمرة، وعملية التخمير هذه تعد جزءا مهما من العملية الإجمالية لصناعة المشروب، لأنها هي التي تقرر مذاق ولسعة المنتج النهائي، وتتنوع المشروبات الكحولية التقليدية بشكل كبير وفقا لحالة الطقس أو المنطقة التي تنتج فيها. ويمكن أيضا إضافة الفواكه والأعشاب إلى المشروب من أجل تقوية الطعم، وهناك مشروب «ماك كول» وهو خمر الأرز التقليدي، و«سوجو소주» وهو المشروب الأكثر شهرة في كوريا.
«ماك كول» وهو شراب تقليدي مخمر ويعتبر أفضل شراب لدى الكوريين منذ زمن، ويتم صنعه بواسطة تخمير الارز باستخدام البكتريا الطبيعية، وهو شراب غني جدا بالبروتين وفيتامين ب-المركب وبكتيريا حمض اللبن وهذه كلها مكونات فعالة جدا في محاربة الآثار المؤذية للميكروبات التي قد تهاجم الجهاز الهضمي ناهيك عن قدرتها على تخليص الجسم من الإعياء.
ويعد كحول «سوجو» من أكثر الخمور شعبية بين الكوريين لدرجة تنظيم لقاءات أو تجمعات لا يمكن إكمالها دون شربه مع أكل الطبق الجانبي «لحم الخنزير المشوي». وتصل درجة كحول السوجو إلى حوالي 25 درجة، ولا يزيد سعر زجاجة واحدة من سوجو عن حوالي دولار واحد ولهذا يعد السوجو من الخمور المناسبة لعامة الناس ولكن لا تقتصر شعبيته على فئة الناس العاديين فقط فيتناوله جميع الفئات. وكان يصنع من الأرز قديما ولكن الآن يستبدل الأرز مع النشويات الآخرى مثل الشعير أوالقمح أو البطاطس أو البطاطا.
من بين عناصر الحياة الأساسية وهي المنازل والملابس والطعام، كان تغير العادات الغذائية من أكثر التغييرات التي أصابت حياة الكوريين. وان كان لا يزال الأرز الوجبة الأساسية للكوريين، وان كانت الأجيال الصغيرة بدأت تميل إلى الأطعمة الغربية. ومازال يقدم بجانب الأزر العديد من الأطباق الجانبية منها الخضر الموسمية والحساء واللحم.